# Gele stekelkorstzwam
De gele stekelkorstzwam (Mycoacia uda) is een schimmel behorend tot de familie Meruliaceae. Hij komt voor op hout vooral aan de onderzijde. Hij leeft saprotroof op diverse soorten loofhout. De soort komt het vaakst voor op Fagus, eik (Quercus) en els (Alnus), voornamelijk in voedselrijke bossen.

## Kenmerken

### Kenmerken
Het vruchtlichaam is wasachtig, dun korstvormig en tot enkele cm lang. Het hymenium staat dicht opeen en heeft staande stekeltjes. De kleur is zwavel- of wasachtig-geel tot okergeel. De stekels zijn spits en zijn 1 tot 2 mm lang. De stekeltjes kleuren paars in soda, ammonia en KOH.

### Microscopische kenmerken
De cystidia zijn fusiform. De sporenprint is wit. De sporen zijn glad, hyaliene en meten 5-5,5(-6) × 2-2,5 µm. Het heeft een monomitisch hyfensysteem, blijkbaar met gespen bij alle septen. De tramale hyfen zijn hyaliene en dikwandig.

## Verspreiding
De soort is waargenomen in Noord- en Zuid-Amerika, Europa, Azië, Afrika en Australië. De meeste waarnemingen komen uit Europa.
In Nederland komt de gele stekelkorstzwam algemeen voor. Hij is niet bedreigd en staat niet op de rode lijst.